# Camponotus chazaliei
Camponotus chazaliei é uma espécie de inseto do gênero Camponotus, pertencente à família Formicidae.